# Plano (Iowa)
Plano és una població dels Estats Units a l'estat d'Iowa. Segons el cens del 2000 tenia 58 habitants.

## Demografia
Segons el cens del 2000, Plano tenia 58 habitants, 29 habitatges, i 20 famílies. La densitat de població era de 40 habitants/km².
Dels 29 habitatges en un 17,2% hi vivien nens de menys de 18 anys, en un 51,7% hi vivien parelles casades, en un 6,9% dones solteres, i en un 31% no eren unitats familiars. En el 31% dels habitatges hi vivien persones soles el 10,3% de les quals corresponia a persones de 65 anys o més que vivien soles. El nombre mitjà de persones vivint en cada habitatge era de 2 i el nombre mitjà de persones que vivien en cada família era de 2,4.
Per edats la població es repartia de la següent manera: un 12,1% tenia menys de 18 anys, un 5,2% entre 18 i 24, un 15,5% entre 25 i 44, un 48,3% de 45 a 60 i un 19% 65 anys o més.
L'edat mitjana era de 54 anys. Per cada 100 dones de 18 o més anys hi havia 112,5 homes.
La renda mitjana per habitatge era de 30.625 $ i la renda mitjana per família de 33.125 $. Els homes tenien una renda mitjana de 28.750 $ mentre que les dones 27.000 $. La renda per capita de la població era de 22.474 $. Entorn del 20% de les famílies i el 23,1% de la població estaven per davall del llindar de pobresa.

## Poblacions més properes
El següent diagrama mostra les poblacions més properes.